# Colima (Bundesstaat)
Der mexikanische Bundesstaat Colima [koˈlima], offiziell Freier und Souveräner Staat Colima (spanisch Estado Libre y Soberano de Colima) ist mit 731.391 Einwohnern auf einer Fläche von 5626,88 km² der drittkleinste Bundesstaat in Mexiko und mittlerweile der bevölkerungsärmste. Der bekannteste Ort ist Manzanillo, die Hauptstadt ist Colima. Der Bundesstaat gliedert sich in zehn Municipios.

## Geographie

### Lage
Colima liegt im Südwesten Mexikos zwischen den Bundesstaaten Michoacán und Jalisco. Im Süden grenzt der Bundesstaat an den Pazifik. Zum Bundesstaat Colima gehören auch die Revillagigedo-Inseln.

### Klima
Colima zeichnet sich durch eine große Anzahl unterschiedlicher Mikroklimata aus. In Meeresnähe ist es tropisch schwülwarm, je weiter man ins Landesinnere fährt, desto gemäßigter wird es durch die Höhe. Der erloschene Vulkan Nevado de Colima trägt durch die Höhe teilweise sogar Schnee. An den Hängen des aktiven Volcán de Fuego findet man mitteleuropäischen Bewuchs.

### Flora und Fauna
Durch die vielen unterschiedlichen Mikroklimata sind auch Flora und Fauna sehr heterogen. Während die küstennahen Berge von subtropischem Wald bewachsen sind, befindet sich eine Halbwüste an der Grenze zum Bundesstaat Jalisco im Regenschatten der Sierra de Manantlán, einem Naturschutzgebiet. Die küstennahen Ebenen werden intensiv landwirtschaftlich genutzt und produzieren unter anderem Kokosnüsse, Limonen, Papayas, Mangos, Chili, Zuckerrohr und Mais. In den Lagunen bei Manzanillo wird Salz aus dem Meerwasser gewonnen. Colima beherbergt eine große Zahl an geschützten Arten von Vögeln, Reptilien und Säugetieren, darunter die Mexikanische Rotknie-Vogelspinne und die Sonora-Pracht-Erdschildkröte. Ebenfalls in Colima liegt der Nationalpark Nevado de Colima, in dem immer wieder Pumas gesichtet werden.

## Geschichte
Über die Herkunft des Namens Colima wurden viele Spekulationen angestellt. Die neuesten Forschungsergebnisse weisen darauf hin, dass Colima vom Nahuatl Acolman kommt, was so viel wie „Ort, wo sich das Wasser windet“ oder „Ort, den der Fluss durchquert“ bedeutet. Colima gehörte zur Chimalhuacán-Konföderation, die mit den Purépecha verfeindet war und daher gute Beziehungen zu den Azteken unterhielt.
Colima war in der spanischen Kolononialzeit Teil des Vizekönigreichs Neuspanien und durch seinen Hafen eine wichtige Handelsregion. Colima war nach dem Mexikanischen Unabhängigkeitskrieg eine Provinz innerhalb Michoacáns und ist seit dem 9. Dezember 1856 ein eigener Bundesstaat.

## Politik

### Gouverneur
Die Regierung des Bundesstaates wird von einem direkt vom Volk gewählten Gouverneur (span.: Gobernador) geleitet. Aktuell ist dies Indira Vizcaíno Silva (MRN) als Nachfolgerin von José Ignacio Peralta Sánchez von der Partei PRI (Amtszeit 2015  – 2021). Der Gouverneur des Bundesstaates hat die exekutive Macht. Er wird von den Bürgern Colimas alle sechs Jahre direkt gewählt, eine Wiederwahl ist ausgeschlossen. Die Legislative bildet der Congreso del Estado de Colima, der von 25 Abgeordneten gebildet wird. Die Judikative hält der Oberste Gerichtshof von Colima.
Die Zentralregierung wirkt stark in die Bundesstaaten hinein. Dies liegt in den vielfältigen Abhängigkeiten der Staaten von der Bundesregierung begründet, da diese den Staaten und Gemeinden einen Teil der Steuereinnahmen zuweist. Daneben haben die Ministerien Vertretungen (Delegaciones) in den Bundesstaaten, Regierungsbezirken und Gemeinden. Über diese werden Bundesmittel insbesondere für Sozialfürsorge und Entwicklungsprogramme vergeben.
Die Bevölkerung von Colima neigte als landwirtschaftlich geprägter Bundesstaat traditionell der Partido Revolucionario Institucional (PRI) zu. So gehörten seit der Wahl im Jahr 2012 sechs der zehn Presidentes Municipales der PRI an, drei der PAN und einer der PRD. Der Vorvorgänger der gegenwärtigen Gouverneurin von Colima, Mario Anguiano, war ebenfalls Mitglied der PRI. Er setzte sich in einer äußerst knappen Wahl 2009 gegen die Kandidatin der PAN, die damalige Senatorin Martha Sosa, durch. Sein Vorgänger, Jesús Silverio Cavazos Ceballos, wurde nach Ausscheiden aus seinem Amt auf offener Straße  erschossen.

## Wirtschaft und Infrastruktur

### Wirtschaft
Aufgrund seiner fruchtbaren vulkanischen Böden eignete sich das Gebiet des Bundesstaates hervorragend für die Landwirtschaft. Seit einem Jahrzehnt prägt der Hafen von Manzanillo jedoch die Wirtschaft des Bundesstaates. Dort werden mehr Container umgeschlagen als in jedem anderen Hafen von Mexiko, wodurch sich Logistik-, Transport- und Handelsunternehmen angesiedelt haben. Auch der Bergbau hat seit Jahrzehnten große Bedeutung für die Wirtschaft. Die Mine Peña Colorada bei Minatitlán ist eine der größten Eisenerzminen Mexikos und einer der größten Arbeitgeber des Bundesstaats. Trotz seiner zurückgehenden Bedeutung ist auch der Tourismus weiterhin eine wichtige Einnahmequelle.

### Verkehr
Aufgrund seiner geographischen Lage ist der Bundesstaat Colima nur auf wenigen Straßen zu erreichen. Die Grenzen des Bundesstaats überqueren lediglich acht Straßen, von denen zwei unbefestigt sind, fünf Landstraßen (von denen nur zwei überregionale Bedeutung haben) und daher lediglich die Autobahn nach Guadalajara eine Fernverbindung zu den wirtschaftlichen Zentren Mexikos darstellt. Die Autobahn durchquert den Bundesstaat und endet in Manzanillo. Es besteht eine Zugverbindung für den Güterverkehr von Colima nach Manzanillo, auf der vor allem Container und Schüttgut zum und vom Hafen transportiert wird. Für den Personenverkehr sind vor allem der internationale Flughafen in Manzanillo und der nationale Flughafen in Colima mit ihren Verbindungen nach Mexiko-Stadt von Bedeutung. Zwischen Manzanillo, Colima und Guadalajara bestehen mehrmals tägliche Busverbindungen.

### Bildung
Durch die Universität von Colima hat die Stadt in den letzten Jahren überregionale Bedeutung bekommen. Die Universität gilt als eine der besten öffentlichen Universitäten Mexikos.

## Kultur

### Ausgrabungsstätten
In der Ausgrabungsstätte La Campana zwischen Colima und Villa de Álvarez wurden die Ruinen einer prähistorischen Stadt gefunden, deren Errichtung bis ins Jahr 1500 v. Chr. zurückreicht. Die dort produzierten Tongegenstände finden sich in großen Teilen des Stadtgebiets und sind nicht vollständig archäologisch gesichtet. Seit dem Fund einer tönernen Darstellung von tanzenden Hunden wurden diese zum Wahrzeichen des Bundesstaats.

### Veranstaltungen
Seit fast 500 Jahren findet jedes Jahr in der ersten Novemberwoche die Feria de Colima statt – eines der größten und ältesten Volksfeste in Mexiko. Jedes Jahr im Februar wird in Villa de Álvarez die Petatera aufgebaut, ein Stadion aus Holz und Palmmatten, das etwa 5000 Menschen Platz bietet und in dem Stierkämpfe ausgetragen werden. Im Unterschied zu den umliegenden Gebieten in Jalisco werden dabei die Stiere in Colima traditionell nicht getötet.

### Sport
Die Loros de Colima sind eine Fußballmannschaft, die in der zweiten mexikanischen Liga spielt. Ihre Heimspiele werden im Estadio Olímpico der Universität von Colima ausgetragen.

### Küche
Die Gerichte von Colima unterscheiden sich teilweise stark von den der umliegenden Bundesstaaten. So verbreiteten sich Tacos erst in den letzten Jahrzehnten in Colima, Burritos sind weiterhin fast unbekannt. Die traditionelle Küche von Colima umfasst Tamales (Maisteig mit unterschiedlichen Fleischsorten im Inneren, die im Maisblatt dampfgekocht werden), Sopitos (Hackfleisch, Kohl, Zwiebel und Käse auf einer gerösteten Tortilla in einer Tomatensauce mit Gewürzen), Enchiladas dulces (verschiedene Fleischsorten in einer eingerollten Tortilla mit einer süßen Sauce garniert), Pozole (geplatzte Maiskörner zu einer Suppe verkocht) und Atole (mit Zucker gekochte Maismasse). Für viele Gerichte Colimas werden alle Fleischsorten verwendet, darunter Hufe, Gehirn, Gesicht und Ohren von Schweinen und Rindern.